# 마오즈궈

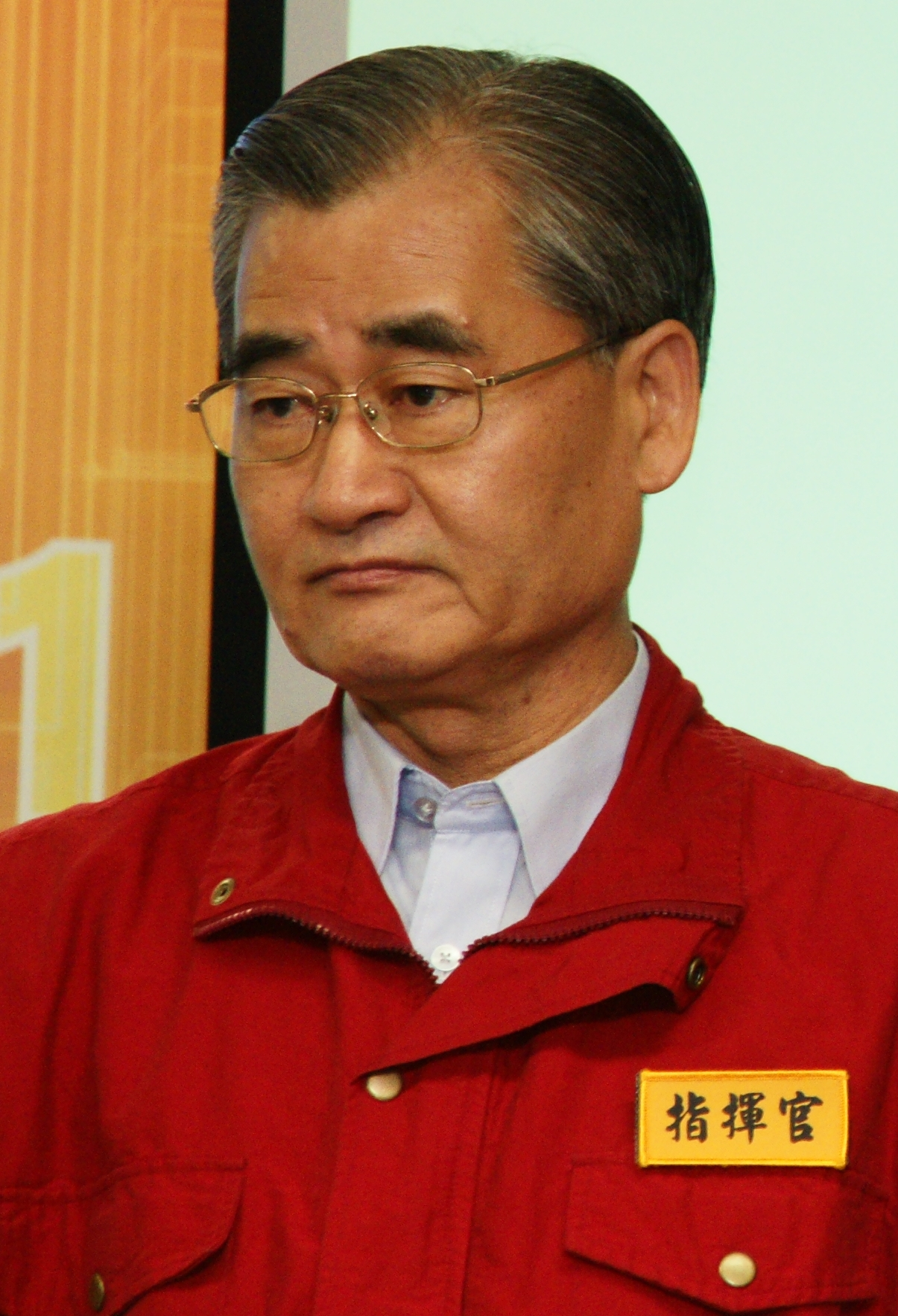
모치국

마오즈궈(중국어 간체자: 毛治国, 정체자: 毛治國, 병음: Máo Zhìguó, 모치국, 1948년 10월 4일 저장성 펑화 시 ~ )는 중화민국의 정치인이다. 소속 정당은 중국 국민당이며 2014년 12월 8일부터 2016년 1월 18일까지 행정원장을 역임했다.
1982년부터 1987년까지 미국 매사추세츠 공과대학교으로 유학했으며 귀국 이후에는 신주 시 국립 자오퉁 대학 이과계 관리 주임을 역임했다. 교통부 장관(2008년 5월 20일 ~ 2013년 2월 17일)과 행정원 부원장(2013년 2월 18일 ~ 2014년 12월 7일)을 역임했다.

## 같이 보기
- 중화민국의 행정원장